# Leptocnemis steineri
Leptocnemis steineri är en skalbaggsart som beskrevs av Dombrow 1997. Leptocnemis steineri ingår i släktet Leptocnemis och familjen Melolonthidae. Inga underarter finns listade i Catalogue of Life.